# Dobrzankowo
Dobrzankowo – wieś w Polsce położona w województwie mazowieckim, w powiecie przasnyskim, w gminie Przasnysz. Wieś ma status sołectwa.
W latach 1954–1972 wieś należała i była siedzibą władz gromady Dobrzankowo. W latach 1975–1998 miejscowość administracyjnie należała do województwa ostrołęckiego.
Przez miejscowość przepływa Węgierka, dopływ Orzyca, oraz Morawka, która jest z kolei dopływem Węgierki. Obie rzeki łączą się w Dobrzankowie.
Dobrzankowo jest jednym z 34 sołectw oraz jedną z 50 miejscowości na terenie gminy. Zlokalizowane jest w południowo-wschodniej części gminy, w odległości 6 km od miasta Przasnysz. Wieś w 2014 roku zamieszkiwało 412 osób (dane GUS). Położona jest nad rzeką Węgierką oraz przy drodze krajowej nr 57 łączącej aglomerację warszawską z Mazurami.
Dobrzankowo jest jedną z większych wsi gminy. Pod względem powierzchni zajmuje 8 pozycję (706,13ha), natomiast pod względem liczby ludności (412 os. w 2014 roku) zajmuje 5 miejsce w gminie (dane GUS). Analizując dostępne dane, określono, że liczba mieszkańców obrębu zwiększyła się o 27% - w przeciągu 13 lat liczba mieszkańców wzrosła o 87 osób. 
| Rok  | Liczba mieszkańców | Liczba mieszkańców | % mieszkańców gminy |
| Rok  | Gmina Przasnysz    | Dobrzankowo        | % mieszkańców gminy |
| 2000 | 7223               | 325                | 4,54                |
| 2003 | 7618               | 331                | 434                 |
| 2008 | 7257               | 389                | 5,06                |
| 2009 | 7240               | 391                | 5,15                |
| 2010 | 7430               | 397                | 5,25                |
| 2011 | 7405               | 399                | 5,30                |
| 2012 | 7350               | 401                | 5,36                |
| 2013 | 7351               | 408                | 5,49                |
| 2014 | 7366               | 412                | 5,59                |

Prawie cała gmina Przasnysz położona jest w obrębie 5 zlewni. Są to:
·       Morawka,
·       Węgierka,
·       Dopływ z Zielonej,
·       Dopływ ze Żbików,
·       Jaciążka.

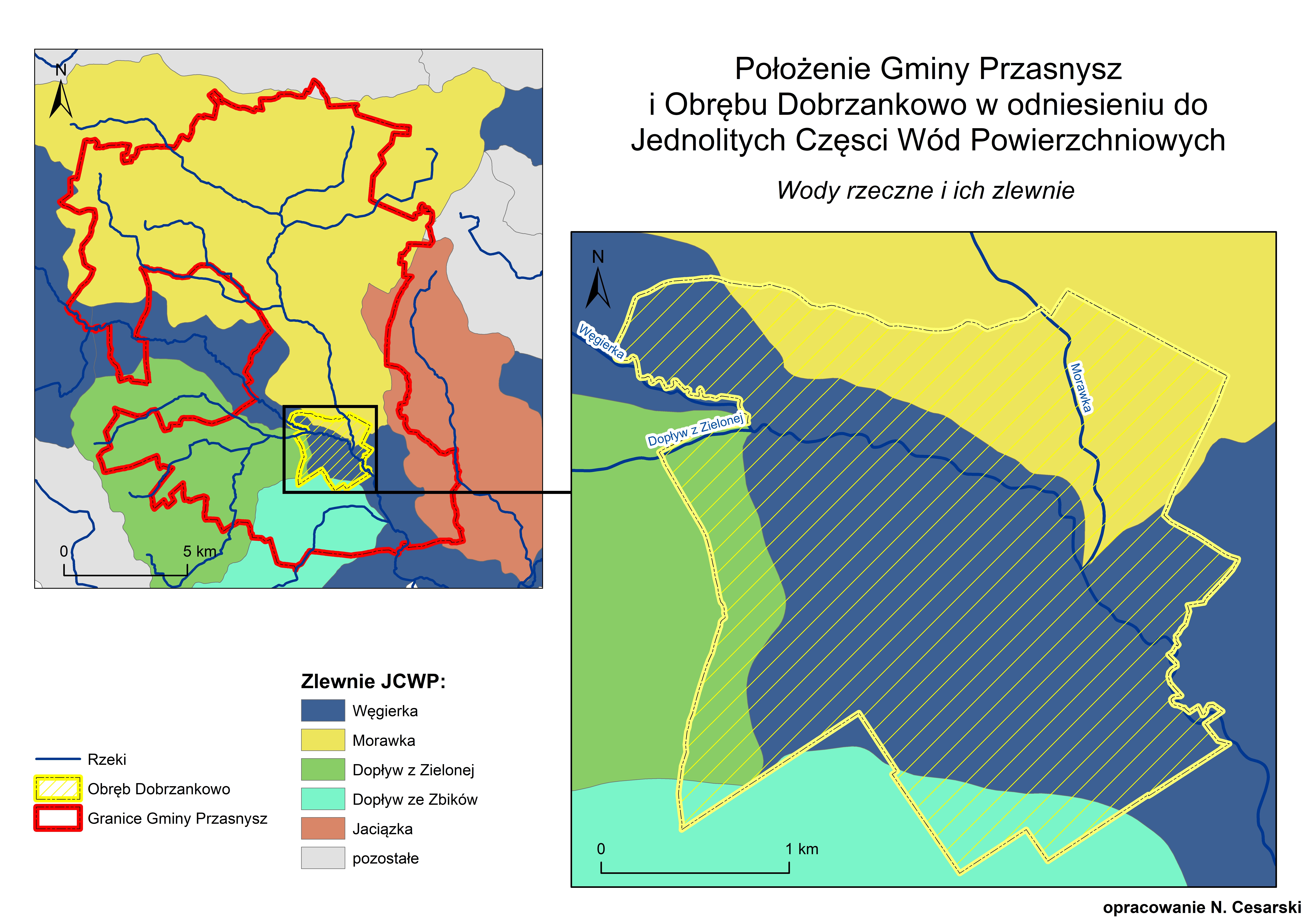

Obręb Dobrzankowo położony jest na terenie 4 zlewni. Dodatkowo w miejscowości łączą się ze sobą 3 rzeki – Dopływ z Zielonej oraz Morawka łączą się z Węgierką. Dolina rzeczna posiada lekko zarysowane terasy zalewowe, a jej szerokość waha się od 150 m w górnym biegu rzeki, do prawie 500 metrów w dolnym. Posiada przede wszystkim łagodne, jednak odcinkowo również urwiskowe zbocza. W dolinie rzecznej znaleźć można liczne starorzecza oraz oczka wodne, co sprawia, że teren doliny jest często podmokły i zabagniony. Obszar rzek jest nieuregulowany. W okresie wiosennych roztopów rzeka potrafi bardzo intensywnie przybrać i często zalewa prawie całą dolinę. W gminnym programie ochrony środowiska przewiduje się budowę stopni wodnych na rzece Węgierce, co zwiększyłoby retencję na terenie gminy.
Obręb Dobrzankowo położony jest na terenie 4 zlewni. Dodatkowo w miejscowości łączą się ze sobą 3 rzeki – Dopływ z Zielonej oraz Morawka łączą się z Węgierką. Dolina rzeczna posiada lekko zarysowane terasy zalewowe, a jej szerokość waha się od 150 m w górnym biegu rzeki, do prawie 500 metrów w dolnym. Posiada przede wszystkim łagodne, jednak odcinkowo również urwiskowe zbocza. W dolinie rzecznej znaleźć można liczne starorzecza oraz oczka wodne, co sprawia, że teren doliny jest często podmokły i zabagniony. Obszar rzek jest nieuregulowany. W okresie wiosennych roztopów rzeka potrafi bardzo intensywnie przybrać i często zalewa prawie całą dolinę. W gminnym programie ochrony środowiska przewiduje się budowę stopni wodnych na rzece Węgierce, co zwiększyłoby retencję na terenie gminy.

Ukształtowanie terenu 
Na podstawie chmury punktów pozyskanej ze skanowania laserowego, udostępnionej w geoportalu, wykonano numeryczny model terenu (dalej NMT).

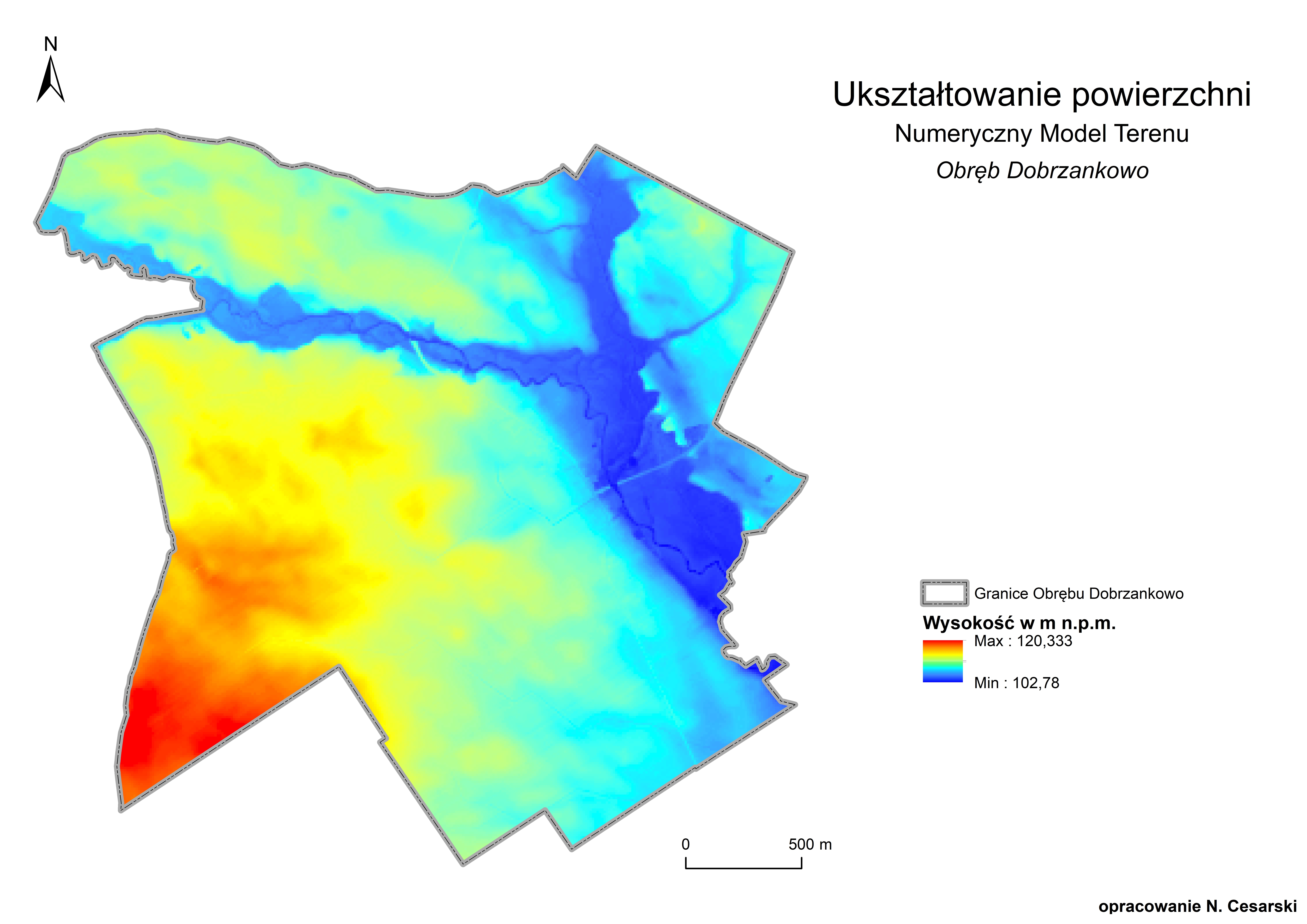

Różnica wysokości położenia terenu n.p.m. w najniższym i najwyższym punkcie to w przybliżeniu 18 metrów. Nie jest to duża wartość, jednak pozwala wysnuć pewien wniosek – wieś nachylona jest głównie
w kierunku wschodnim, w stronę doliny rzecznej. Najwyższe wartości wysokości, zlokalizowane na południowym zachodzie wsi, zajęte są przez pola uprawne. Kolor żółty pokazuje lokalne wzniesienia, które poza zachodnią częścią obrębu widoczne są także na północ od doliny rzecznej Węgierki. 